# Quadro de medalhas dos Jogos Sul-Americanos de 2014
O quadro de medalhas dos Jogos Sul-Americanos de 2014 é uma lista que classifica os Comitês Olímpicos Nacionais de acordo com o número de medalhas conquistadas neste evento realizado na cidade de Santiago, no Chile. Foram 485 finais disputadas em 34 esportes.

## O quadro
O quadro de medalhas é classificado de acordo com o número de medalhas de ouro, estando as medalhas de prata e bronze como critérios de desempate, para o caso de haver empate no montante das doradas conquistadas.
     País sede destacado
| Ordem | País      | Medalha de ouro | Medalha de prata | Medalha de bronze | Total |
| ----- | --------- | --------------- | ---------------- | ----------------- | ----- |
| 1     | Brasil    | 110             | 69               | 79                | 258   |
| 2     | Colômbia  | 53              | 49               | 64                | 166   |
| 3     | Venezuela | 47              | 40               | 63                | 150   |
| 4     | Argentina | 46              | 57               | 56                | 159   |
| 5     | Chile     | 27              | 52               | 50                | 129   |
| 6     | Equador   | 14              | 22               | 37                | 73    |
| 7     | Peru      | 9               | 13               | 18                | 40    |
| 8     | Panamá    | 4               | 3                | 8                 | 15    |
| 9     | Paraguai  | 3               | 5                | 2                 | 10    |
| 10    | Uruguai   | 3               | 4                | 5                 | 12    |
| 11    | Suriname  | 1               |                  | 4                 | 5     |
| 12    | Bolívia   |                 |                  | 4                 | 4     |
| 13    | Aruba     |                 |                  | 1                 | 1     |
| 14    | Guiana    |                 |                  |                   | 0     |
| TOTAL | TOTAL     | 316             | 313              | 390               | 1 019 |

- Última atualização: 18 de março de 2014 (21:00:00 UTC).[1][2][3]